# Telmatoscopus ochraceus
Telmatoscopus ochraceus är en tvåvingeart som beskrevs av Wagner 1989. Telmatoscopus ochraceus ingår i släktet Telmatoscopus och familjen fjärilsmyggor. Inga underarter finns listade i Catalogue of Life.